# Pys
Pys (picardisch: Py) ist eine nordfranzösische Gemeinde mit 126 Einwohnern (Stand 1. Januar 2022) im Département Somme in der Region Hauts-de-France. Die Gemeinde gehört zum Kanton Albert und ist Teil der Communauté de communes du Pays du Coquelicot.

## Geographie
Die Gemeinde an der Départementsstraße D71 zwischen Miraumont und Le Sars (Kanton Bapaume, Département Pas-de-Calais) rund 14 km nordöstlich von Albert.

## Geschichte
Die im Ersten Weltkrieg völlig zerstörte Gemeinde erhielt als Auszeichnung das Croix de guerre 1914–1918.

## Einwohner
| 1962 | 1968 | 1975 | 1982 | 1990 | 1999 | 2006 | 2010 |
| ---- | ---- | ---- | ---- | ---- | ---- | ---- | ---- |
| 143  | 120  | 110  | 97   | 100  | 82   | 91   | 110  |

## Verwaltung
Bürgermeister (maire) ist seit 2001 Gérard Baillet.	

## Sehenswürdigkeiten
- Kirche Saint-Fursy
- Britischer Soldatenfriedhof am Südwestrand der Gemeinde